# Attacchi suicidi del 2004 al porto di Ashdod
Gli attacchi suicidi del 2004 al porto di Ashdod sono stati due attacchi suicidi avvenuti quasi contemporaneamente il 14 marzo 2004 nel porto di Ashdod ad Ashdod, in Israele. 12 persone, assalitori compresi, sono state uccise e 16 sono rimaste ferite. Hamas e Fatah hanno rivendicato la responsabilità congiunta.

## L'attacco

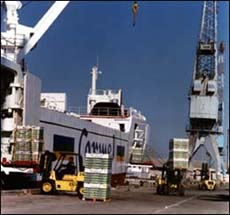
Porto di Ashdod

Domenica 14 marzo 2004 due attentatori suicidi palestinesi che indossavano cinture esplosive nascoste sotto i vestiti si avvicinarono al Porto di Ashdod. Nonostante le diverse misure di sicurezza i due kamikaze riuscirono a infiltrarsi nel complesso.
Alle 16:20 i kamikaze fecero detonare i loro ordigni esplosivi: uno esplose in un ufficio all'interno del complesso e l'altro esplose dopo pochi istanti all'ingresso del complesso. L'esplosione uccise dieci civili, la maggior parte dei quali erano lavoratori portuali e ne ferì altri 16.

### Morti
| - Avraham Avraham, 33, da Ashdod - Gil Abutbul, 38, da Ashdod - Zion Dahan, 30, da Ashdod - Mazal Marciano, 30, da Ashdod - Ophir Damri, 31, da Rehovot | - Moshe Hendler, 29, da Rehovot - Pinhas Zilberman, 45, da Tel Aviv - Avi Suissa, 56, da Kiryat Malakhi - Maurice Tubul, 30, da Ashdod - Danny Assulin, 51, da Ashdod |

## Gli autori e la risposta israeliana
Hamas e Fatah hanno rivendicato una responsabilità congiunta per l'attacco e dichiarato che è stato eseguito da due ragazzi di 18 anni del campo profughi di Jabalya nella Striscia di Gaza. I due assalitori riuscirono a infiltrarsi in Israele da Gaza nascondendosi in un container che attraversava il Valico di Karni. Un leader di Hamas a Gaza ha dichiarato che il piano originale era che i kamikaze avrebbero fatto esplodere i serbatoi di carburante nel porto; secondo Israele i bombardieri intendevano effettuare un "mega attacco" con centinaia di vittime, ma invece si fecero esplodere a centinaia di metri dai serbatoi. Successivamente è stato rivelato che l'attacco fu finanziato e diretto da Nizar Rayan. In risposta, il fondatore di Hamas, Ahmed Yassin, fu ucciso insieme alle sue guardie del corpo in uno sciopero degli elicotteri israeliani a Gaza.